# HD 124471
HD 124471，又名CP-66 2490，SAO 252678、HR 5320，是一颗恒星，视星等为5.75，位于銀經311.26，銀緯-5.1，其B1900.0坐标为赤經14h 8m 44.4s，赤緯-66° -5.1′ 18″。